# Cnidosporidie
Ce taxon est aujourd'hui obsolète.
Les cnidosporidies (Cnidoporidia ou Cnidospora) sont des parasites de l'intestin des reptiles, des amphibiens, ou des poissons. Leur nature plurinuclée mais syncticiale en fait des métazoaires et la formation de spores des champignons.
Les Cnidosporidies présentent des affinités morphologiques avec les cellules urticantes (cnidoblastes) du tissu épidermique des Cnidaires.

## Classification classique
Dans la classification classique, les Cnidosporidies étaient antérieurement rattachées aux Protozoaires. 
Selon Wenyon (1926) :
- embranchement Protozoa
  - sous-embranchement Plasmodroma
    - classe Cnidosporidia
      - ordre Myxosporidiida
      - ordre Microsporidiida
      - ordre Actinomyxidiida

Selon Kudo (1931) :
- embranchement Protozoa
  - classe Sporozoa
    - sous-classe Cnidosporidia
      - ordre Myxosporidia
      - ordre Actinomyxidia
      - ordre Microsporidia
      - ordre Helicosporidia

Selon Grassé et al. (1953) :
- embranchement des Protozoaires (Protozoa)
  - sous-embranchement des Cnidosporidies (Cnidosporidia)
    - ordre des Myxosporidies
    - ordre des Microsporidies
    - ordre des Actinomyxidies
    - ordre des Paramyxidies

Selon Honigberg et al. (1964) :
- embranchement Protozoa
  - sous-embranchement Cnidospora
    - classe Myxosporidea
      - ordre Myxosporida
      - ordre Actinomyxida
      - ordre Helicosporida

    - classe Microsporidea
      - ordre Microsporida

Selon Levine et al. (1980) :
- sous-règne Protozoa
  - embranchement Microspora
    - classe Rudimicrosporea
    - classe Microsporea

  - embranchement Myxozoa
    - classe Myxosporea
    - classe Actinosporea